# Gerbilliscus validus
Gerbilliscus validus é uma espécie de roedor da família Muridae.
Pode ser encontrada nos seguintes países: Angola, Burundi, República Democrática do Congo, Etiópia, Quénia, Mali, Ruanda, Sudão, Tanzânia, Uganda, Zâmbia e Zimbabwe.
Os seus habitats naturais são: savanas áridas, savanas húmidas e terras aráveis.